# Antônio Braga Neto
Antônio Braga Neto (Águia Branca, 29 de outubro de 1987) é um lutador brasileiro de artes marciais mistas, atualmente compete no peso-médio do Ultimate Fighting Championship. Ele é medalha de ouro no Campeonato Mundial de Jiu-Jitsu e no Campeonato Pan-Americano de Jiu-Jitsu.

## Carreira no MMA

### Começo da carreira
Faixa Preta e Campeão do Mundo de Jiu Jitsu Brasileiro de Roberto "Gordo" Correa, Neto atualmente compete no Ultimate Fighting Championship.
Neto fez sua estreia profissional no MMA em Outubro de 2006 em seu paí nativo Brasil. Ele seguiu invicto nas suas cinco primeiras lutas de sua carreira, com apenas uma luta indo para a decisão.
Em 2008, Neto fez sua estréia no Japão quando assinou com a promoção do Sengoku. Ele enfrentou Ryo Kawamura e perdeu por decisão, a primeira derrota de sua carreira profissional.
Em 2009, Neto assinou com a promoção chinesa Art of War Fighting Championship, el fez sua estréia contra o holandês Rodney Glunder, a luta foi curta quando uma queda dada por Neto mandou Glunder através das cordas do ring, indo para o chão e em alguns equipamentos elétricos, Glunder sofreu lesões em suas costas e foi levado para fora do ring em uma maca pelos médicos. Neto competiu no ADCC Submission Wrestling World Championship de 2011, perdendo para o grappler veterano e lutador do UFC Sérgio Moraes em sua estréia no ADCC.

### Ultimate Fighting Championship
Em Abril de 2013, Neto assinou um contrato de três lutas com o Ultimate Fighting Championship. Ele fez sua estréia no UFC no UFC on Fuel TV: Nogueira vs. Werdum contra o ex-Strikeforce Anthony Smith. Ele venceu a luta rapidamente, finalizando com uma chave de joelho aos 1:52 do primeiro round.
Neto era esperado para enfrentar Derek Brunson em 6 de Novembro de 2013 no UFC: Fight for the Troops 3, mas uma lesão o tirou do evento.
Neto enfrentou o americano Clint Hester em 28 de Junho de 2014 no UFC Fight Night: Swanson vs. Stephens, após uma luta equilibrada Neto foi derrotado por decisão dividida.
Neto faria sua estréia nos meio médios contra Zak Cummings em 25 de Julho de 2015 no UFC on Fox: Dillashaw vs. Barão II. No entanto, outra lesão de Neto o tirou da luta, e foi substituído por Dominique Steele.

## Cartel no MMA
| Cartel no MMA   |            |            |
| 13 lutas        | 9 vitórias | 3 derrotas |
| Por nocaute     | 1          | 1          |
| Por finalização | 7          | 0          |
| Por decisão     | 1          | 2          |
| No contest      | 1          | 1          |

| Res.    | Cartel  | Oponente         | Método                        | Evento                                | Data       | Round | Tempo | Local              | Notas                 |
| ------- | ------- | ---------------- | ----------------------------- | ------------------------------------- | ---------- | ----- | ----- | ------------------ | --------------------- |
| Derrota | 9-3 (1) | Trevin Giles     | Nocaute Técnico (socos)       | UFC Fight Night: Swanson vs. Ortega   | 09/12/2017 | 3     | 2:27  | Fresno, Califórnia |                       |
| Derrota | 9-2 (1) | Clint Hester     | Decisão (dividida)            | UFC Fight Night: Swanson vs. Stephens | 28/06/2014 | 3     | 5:00  | San Antonio, Texas |                       |
| Vitória | 9-1 (1) | Anthony Smith    | Finalização (chave de braço)  | UFC on Fuel TV: Nogueira vs. Werdum   | 08/06/2013 | 1     | 1:52  | Fortaleza          |                       |
| Vitória | 8-1 (1) | Brock Larson     | Finalização (chave de joelho) | MMA Against Dengue 2                  | 04/03/2012 | 1     | 1:04  | Rio de Janeiro     |                       |
| Vitória | 7-1 (1) | Maiquel Falcão   | Finalização (kimura)          | Amazon Forest Combat 1                | 14/09/2011 | 2     | 4:26  | Manaus             | Desceu para os Médios |
| Vitória | 6-1 (1) | Douglas Cristian | Finalização (verbal)          | Top Fighter MMA                       | 06/03/2010 | 2     | N/A   | Rio de Janeiro     | Luta nos Pesados      |
| NC      | 5-1 (1) | Rodney Glunder   | Sem Resultado                 | Art of War 14                         | 26/09/2009 | 1     | 0:24  | Macau              |                       |
| Derrota | 5-1     | Ryo Kawamura     | Decisão (unânime)             | Sengoku 1                             | 05/03/2008 | 3     | 5:00  | Tóquio             |                       |
| Vitória | 5-0     | Fabiano Astorino | Finalização (kimura)          | Fury FC 5: Final Conflict             | 06/12/2007 | 1     | 2:25  | São Paulo          |                       |
| Vitória | 4-0     | Renato Matos     | Nocaute Técnico (socos)       | Detonaco Fight Championship           | 20/11/2007 | 1     | 4:55  | Brasil             |                       |
| Vitória | 3-0     | Cezar Mutante    | Decisão (unânime)             | XFC - Brazil                          | 29/04/2007 | 3     | 5:00  | Rio de Janeiro     |                       |
| Vitória | 2-0     | Eduardo Camilo   | Finalização (chave de braço)  | XFC - Brazil                          | 29/04/2007 | 1     | 1:46  | Rio de Janeiro     |                       |
| Vitória | 1-0     | Lolito Lolito    | Finalização (chave de braço)  | Top Fighter MMA 2                     | 25/10/2006 | 1     | N/A   | Rio de Janeiro     |                       |